# Torre Macro
El Edificio Torre Macro es una torre corporativa perteneciente al Banco Macro, está ubicada en Av. Madero 1180, en el centro corporativo más importante de Buenos Aires (Argentina), el edificio inició su construcción en el año 2012 y finalizó su estructura externa en el mes de junio del año 2016. Es obra del arquitecto argentino César Pelli.
La Torre fue diseñada con el objetivo de contener todas las áreas corporativas del Banco en un solo edificio. Albergará en 2018 a más de 2000 colaboradores y dispondrá de una moderna sucursal bancaria, cafetería, gimnasio, consultorio médico, guardería, múltiples salas de reuniones, auditorio para 200 personas, comedor para el personal, tres niveles de subsuelos para estacionamiento y un espacio para bicicletas.
El objetivo de Banco Macro es contar con el edificio corporativo de mayor capacidad y acondicionamiento tecnológico del país, donde clientes y empleados puedan disfrutar de espacios funcionales, agradables y sustentables.